# Dolly Buster
Kateřina Nora "Katja-Nora" Baumberger (Praga, 23 de octubre de 1969), más conocida como Dolly Buster, es una productora y directora de películas, actriz, autora y ex actriz pornográfica checa.
Estelarizó cientos de películas porno europeas, ganándose un nombre como la mejor de la industria. Es también la autora de una serie exitosa de novelas de detectives de crímenes de estrellas porno.
En 2004 intentó obtener un sitio en el Parlamento Europeo como candidata de la República Checa. Su partido obtuvo solo el 0,71 % de los votos. Apareció en la versión alemana de I'm a Celebrity... Get Me Out of Here!.
Actualmente vive en Wesel (Alemania). Fue votada como «la estrella porno que está más buena» de Alemania a los 39 años.